# Roberto Romero
Roberto Romero (Salta, 22 d'octubre de 1927 - Rio de Janeiro, 15 de febrer de 1992), va ser un polític argentí, membre del Partit Justicialista.

## Biografia
Va néixer a la Ciutat Capital de la província de Salta el 22 d'octubre de 1927. Fill de Joan Baptista Romero i Lucía Faió. Casat amb Vicenta Di Gangi va tenir vuit fills. A els trenta anys inicia la seva tasca empresària amb el Diari "El Tribuno" de la Ciutat de Salta conjuntament amb altres empresaris de Salta, i fa d'aquest mitjà periodístic un dels més importants de la província.

## Política
Durant el seu govern, va realitzar nombroses obres públiques, com el Estadi Poliesportiu '' DELMI '' (abreujament de  Del Miracle), inaugurat el 1986, la construcció d'un telefèric, al cerro San Bernardo, el 1987, entre d'altres. Va ser un dels fundadors i principal accionista del diari El Tribuno.
En les eleccions internes del Partit Justicialista realitzades en 1983, guanyà encapçalant "la Lista Roja" amb una majoria de 54 congressistes.
Com a governador, el 1986 va impulsar una àmplia reforma de la Constitució Provincial, que incorporava una àmplia legislació social inspirada en el peronisme.
La seva administració es va caracteritzar per desenvolupar polítiques en el camp social. D'aquesta manera es van elaborar plans de salut que van reduir la mortalitat infantil, al costat de projectes educatius. Es va destacar per demandar a les autoritats nacionals d'Alfonsín el reintegrament dels fons pertanyents a la província per la producció de hidrocarburs.
Un dels canvis productius més importants el va produir per la modernització de l'agricultura a la regió central i el desplaçament de la ramaderia cap al Noa i el Nea, que va permetre a Salta triplicar la seva marrada. Va intentar transformar la província en una potència agro-industrial exportadora, a partir del desenvolupament d'Anta, Rivadavia, Sant Martí i Or a partir de la modernització de tot el sud de la província, promovent la inversió minera i la recuperació del projecte turístic.
Va ser criticat actes o cerimònies espectaculars (el 1987 va rebre la visita del Papa Joan Pau II).
Va morir a Rio de Janeiro, Brasil el 1992, mentre es trobava de visita a aquesta ciutat amb part de la seva família, en ser atropellat per un automòbil quan intentava creuar una avinguda propera a la platja.